# ユジノサハリンスク空港

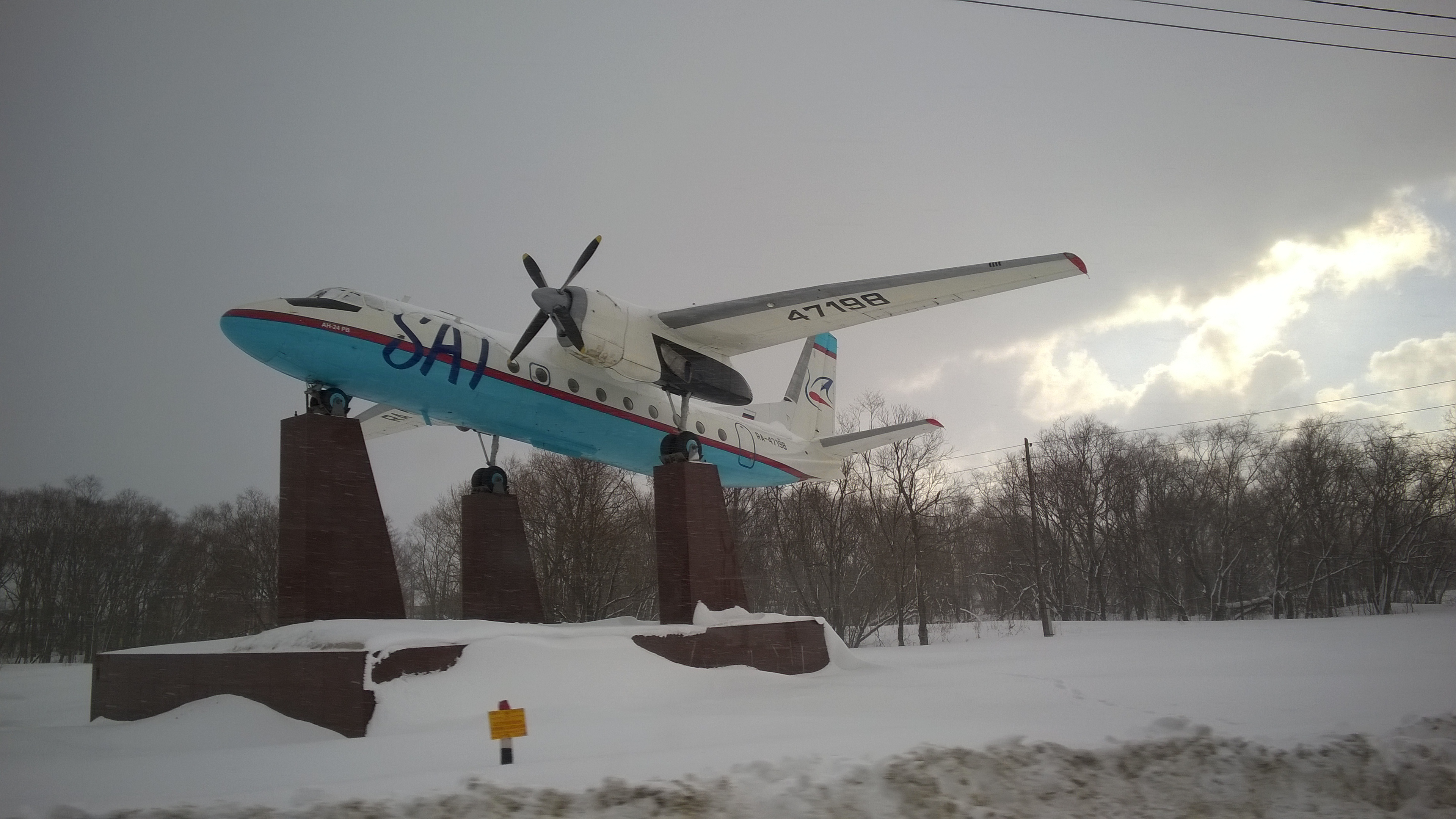
空港の入り口にあるAn-24の記念碑

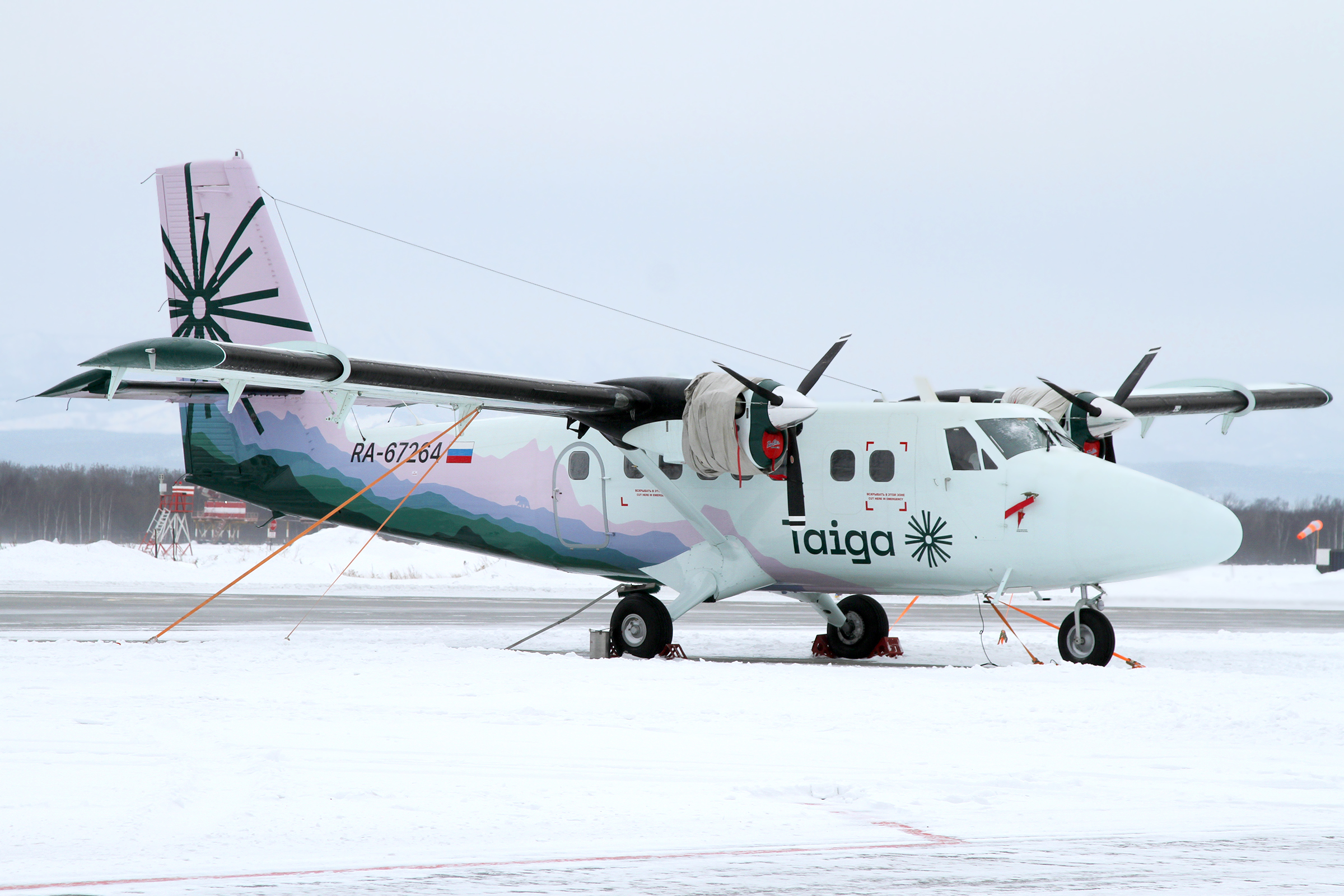
サハリン島内のローカル線に就航するアヴィアシェリフ社（タイガ）のDHC-6型飛行機

ユジノサハリンスク空港（ロシア語: Аэропорт Южно-Сахалинск、英語: Yuzhno-Sakhalinsk Airport、日本の施政権が及んでいた時代の名称：大澤飛行場）とは、ロシア連邦が、「サハリン州ユジノサハリンスク（日本名・豊原市）」に存在するものとして管理している空港である。空港ターミナル及びその付帯施設は民間だが、飛行場本体はロシア空軍との共用である。ホムトヴォ空港（ロシア語: Аэропорт Хомутово、英語: Khomutovo Airport）、アントン・チェーホフ空港（ロシア語: Аэропорт Антона Чехова、英語: Anton Chekhov Airport）とも呼ばれる。

## 概要
ユジノサハリンスク空港は、1945年（昭和20年）8月17日に樺太豊原市大沢地区に日本軍によって豊原大澤飛行場として建設された。2,700m滑走路で開港したが、ソ連による接収後に滑走路は3,400mに拡張された。
免税店が存在し、化粧品、ウォッカ、ビール、チョコレート、はちみつなどが売られている。
2018年9月1日より、日本人の他、中国人をはじめとした17か国の外国人が、ウラジオストク自由港法により8日までの電子ビザを事前申請することができるようになった（詳細はロシアの査証政策を参照）。
2018年10月よりロシア国内の空港名に冠する計画が開始され、国民投票を経て2019年5月31日にウラジーミル・プーチン大統領がホムトヴォ空港に作家アントン・チェーホフを冠する大統領令に署名した。

## 就航航空会社と就航都市

### 国内線
| 航空会社                   | 就航地 |
| -------------------------- | --- |
| オーロラ                   | ハバロフスク、ウラジオストク、クラスノヤルスク、ブラゴヴェシチェンスク、ペトロパブロフスク・カムチャツキー、オハ、ユジノクリリスク（国後島）、クリリスク（択捉島）   |
| アエロフロート・ロシア航空 | モスクワ/シェレメーチエヴォ |
| ロシア航空                 | モスクワ/シェレメーチエヴォ |
| S7航空                     | ノボシビルスク、イルクーツク、ウラジオストク |
| イル・アエロ               | イルクーツク、ブラゴヴェシチェンスク、ウラン・ウデ、チタ |
| タイガ・エア               | ソヴィエツカヤ・ガヴァニ、ノグリキ（ゾナリノエ経由）、シャフチョルスク、ゾナリノエ（ティモフスク）、アレクサンドロフスク・サハリンスキー、ポロナイスク、スミルヌイフ |

### 国際線
| 航空会社 | 就航地                                                            |
| -------- | ----------------------------------------------------------------- |
| オーロラ | ハルビン、北京/大興 （運休中）札幌/新千歳、東京/成田、ソウル/仁川 |

## アクセス
- ユジノサハリンスク中心部との間には3、8、63番のバスが運行されている。

## その他
- 1976年12月18日16時56分、ユジノサハリンスク市近郊（ユジノサハリンスク空港東12.5キロメートル（方位角80°））にアエロフロート航空旅客機Il-14（カムチャッカ州都ペトロパブロフスク-カムチャツキー市ハラクティルカ空港発 - サハリン州都ユジノサハリンスク市ユジノサハリンスク空港行き）が墜落。乗員11名中9名死亡。 ロシア版ウィキペディア「Катастрофа Ил-14 под Южно-Сахалинском (1976)|Катастрофа Ил-14 под Южно-Сахалинском (1976)（ユジノサハリンスク近郊でのIl-14の墜落（1976年））」]、墜落現場画像
- 1990年8月20日、サハリンに住む当時3歳の男の子コンスタンティン・スコロプイシュヌイが全身大火傷の重体になり、サハリン州知事からの救助要請を受けて、海上保安庁千歳航空基地所属のYS-11が、当空港に降り立ち、宗谷海峡を越えて丘珠空港まで「命のリレー」を行った。
- 2009年2月18日、ロシア連邦大統領ドミートリー・メドヴェージェフと日本内閣総理大臣麻生太郎の会談がユジノサハリンスクで開催された際、麻生は当初日本国政府専用機で現地入りする予定であったが、当空港の滑走路幅が狭く着陸が不可能であるとして政府専用機での現地入りを取りやめ、民間のチャーター機を利用した[6]。